# 1045
| 1045               |
| ------------------ |
| Dødsfald - Fødsler |
|                    |

| Gregoriansk kalender | 1045 MXLV               |
| Ab urbe condita      | 1798                    |
| Armensk kalender     | 494 ԹՎ ՆՂԴ              |
| Kinesiske kalender   | 3741 – 3742 甲申 – 乙酉 |
| Etiopisk kalender    | 1037 – 1038             |
| Jødisk kalender      | 4805 – 4806             |
| Hindukalendere       |                         |
| - Vikram Samvat      | 1100 – 1101             |
| - Shaka Samvat       | 967 – 968               |
| - Kali Yuga          | 4146 – 4147             |
| Iransk kalender      | 423 – 424               |
| Islamisk kalender    | 436 – 437               |

Konge i Danmark: Magnus den Gode 1042-1047
Se også 1045 (tal)